# Гропо (Ла Специја)
Гропо је насеље у Италији у округу Ла Специја, региону Лигурија.
Према процени из 2011. у насељу је живело 129 становника. Насеље се налази на надморској висини од 245 м.